# Abraham González Casanova
Abraham González Casanova (Cornellá de Llobregat, España, 16 de julio de 1985), deportivamente conocido como Abraham, es un exfutbolista español que jugaba como centrocampista.

## Trayectoria
Nació en Cornellà de Llobregat e inició su trayectoria futbolística en el club de fútbol base Fundació Ferran Martorell. Del equipo juvenil pasó al filial del Terrassa F. C. Disputó un total de 16 partidos con el primer equipo egarense, en la Segunda División B, durante la temporada 2004-2005.
En julio de 2007 fichó por el F. C. Barcelona para reforzar al filial. El verano de 2008 viajó con el primer equipo a la concentración de pretemporada en Escocia, donde debutó en un amistoso ante el Hibernian F. C. Poco después participó en las semifinales de la Copa Cataluña ante la U. E. Sant Andreu.
El resto de la temporada 2008-09 siguió en el F. C. Barcelona Atlètic, aunque tuvo ocasiones puntuales de actuar con el primer equipo azulgrana, que esa campaña logró el triplete. El 10 de octubre de 2008 jugó seis minutos de la eliminatoria de dieciseisavos de final de la Copa del Rey contra el Benidorm C. D. También fue inscrito en la plantilla barcelonista para disputar la Liga de Campeones de la UEFA llegando a ser convocado para un partido, ante el Shakhtar Donetsk, aunque finalmente no dispuso de minutos de juego. Completó la temporada debutando en Primera División en la última jornada del campeonato ante el Deportivo de La Coruña. Saltó al terreno de juego en el minuto 76', reemplazando a Xavi Hernández.
El 12 de junio de 2009 se hizo oficial su fichaje por el Cádiz C. F. que militaba en la Segunda División. Tras pasar por varios equipos de la categoría, como Gimnàstic de Tarragona o S. D. Ponferradina en apenas un año, en verano de 2011 fichó por la Agrupación Deportiva Alcorcón. Tras dos años en Alcorcón, en julio de 2013 se confirmó su fichaje por el Real Club Deportivo Espanyol y su vuelta a la Primera División.
En 2016 se marchó a México, donde jugó para los Pumas de la UNAM, los Lobos BUAP y los Tiburones Rojos de Veracruz.
En enero de 2020 llegó a Chipre tras fichar por el AEK Larnaca. Posteriormente jugó en el Ethnikos Achnas y el Akritas Chlorakas, siendo este el último equipo de su carrera que finalizó en septiembre de 2023.

## Clubes
| Club                        | País   | Año       |
| --------------------------- | ------ | --------- |
| Terrassa F. C.              | España | 2004-2007 |
| F. C. Barcelona "B"         | España | 2007-2009 |
| Cádiz C. F.                 | España | 2009-2010 |
| Gimnàstic de Tarragona      | España | 2010-2011 |
| S. D. Ponferradina (cedido) | España | 2011      |
| A. D. Alcorcón              | España | 2011-2013 |
| R. C. D. Espanyol           | España | 2013-2016 |
| Pumas de la UNAM            | México | 2016-2018 |
| Lobos BUAP                  | México | 2018-2019 |
| Tiburones Rojos de Veracruz | México | 2019      |
| AEK Larnaca                 | Chipre | 2020-2022 |
| Ethnikos Achnas             | Chipre | 2022      |
| Akritas Chlorakas           | Chipre | 2022-2023 |

## Palmarés

### Campeonatos nacionales
| Título                     | Club                | País   | Año  |
| -------------------------- | ------------------- | ------ | ---- |
| Liga de Tercera División   | F. C. Barcelona "B" | España | 2008 |
| Copa del Rey               | F. C. Barcelona     | España | 2009 |
| Primera División de España | F. C. Barcelona     | España | 2009 |